# کورادو گوتسانتی
کورادو گوتسانتی (ایتالیایی: Corrado Guzzanti؛ زادهٔ ۱۷ مه ۱۹۶۵) یک کارگردان و بازیگر اهل ایتالیا است.

## زندگینامه
کورادو متولد شهر رم است و پسر روزنامه نگار و سناتور پائولو گوتسانتی، نوه برادر وزیر سابق بهداشت ایتالیا الیو گوتسانتی و برادر سابینا گوتسانتی می‌باشد.

او کار خود را با نویسندگی برای خواهرش سابینا شروع کرد. او همچنین مشهور به تقلید از چهره‌های سرشناس ایتالیایی (سیاستمداران، روزنامه نگاران، افراد مشهور تلویزیون) است و تفسیر شخصیت‌ها را خود با الهام از جامعه می‌سازد.